# 大薩季
50°23′8″N 25°34′39″E / 50.38556°N 25.57750°E
大薩季（烏克蘭語：Великі Сади），是烏克蘭的村落，位於該國西北部羅夫諾州，由杜布諾區負責管轄，面積1.23平方公里，海拔高度262米，2001年人口221，人口密度每平方公里179.1人。